# 耀徳郡
耀徳郡（ヨドクぐん）は、朝鮮民主主義人民共和国咸鏡南道に属する郡。政治犯の強制収容所の所在地の一つとして知られている。

## 地理
咸鏡南道の南西部、泗水山（1747m）・白山（1724m）など狼林山脈の山々がそびえる内陸部に位置する。東は金野郡（旧・永興郡）・定平郡に接しており、そのさらに東が東朝鮮湾である。また、南は水洞郡、西は平安南道の新陽郡・孟山郡、北は平安南道の寧遠郡・大興郡に接している。

## 行政区画
1邑・21里を管轄する。
| - 耀徳邑（ヨドグプ） - 館坪里（クァンピョンニ） - 旧邑里（クウムニ） - 大淑里（テスンニ） - 東山里（トンサンニ） - 両水里（リャンスリ） - 龍坪里（リョンピョンニ） - 立石里（リプソンニ） - 文岩里（ムナムニ） - 美三里（ミサムニ） - 城里（ソンニ） | - 城川里（ソンチョンニ） - 松島里（ソンドリ） - 完山里（ワンサンニ） - 雲興里（ウヌンニ） - 仁和里（イヌァリ） - 仁興里（イヌンニ） - 泉興里（チョヌンニ） - 坪原里（ピョンウォンニ） - 坪田里（ピョンジョンニ） - 香峯里（ヒャンボンニ） - 興上里（フンサンニ） |

## 歴史
1945年8月時点の咸鏡南道永興郡宣興面・耀徳面・横川面にあたる地域で、1952年に北朝鮮で行われた大規模な行政区画改編の際に新設された。

### 年表
この節の出典
- 1952年12月 - 郡面里統廃合により、咸鏡南道永興郡宣興面・耀徳面および横川面の一部地域をもって、耀徳郡を設置。耀徳郡に以下の邑・里が成立。(1邑26里)
  - 耀徳邑・東山里・回坪里・三坪里・坪原里・松島里・美三里・興上里・坪田里・城川里・仁和里・完山里・雲興里・泉興里・大坪里・立石里・龍坪里・龍南里・文岩里・香峯里・龍川里・城里・龍上里・両水里・龍巌里・大淑里・白山里
- 1954年 (1邑26里)
  - 白山里が大淑里に編入。
  - 興上里の一部が分立し、仁興里が発足。
- 1958年6月 - 三坪里・回坪里が水洞郡に編入。(1邑24里)
- 1967年10月 (1邑24里)
  - 耀徳邑が旧邑里に降格。
  - 大坪里が耀徳邑に昇格。
- 1986年5月 - 龍南里・龍巌里・龍川里・龍上里が金野郡に編入。(1邑20里)
- 1986年8月 - 高原郡館坪里を編入。(1邑21里)

## 交通
- 平羅線
  - 耀徳駅

## 強制収容所
耀徳郡は政治犯の強制収容所である第15号管理所の所在地として知られており、人権侵害の実態が問題視されている。
特に同管理所から出所後、韓国に亡命した安赫・姜哲煥の証言により第15号管理所の人権侵害の実態が詳しく語られ、日本人拉致事件などと並んで北朝鮮の人権問題が問題視されるきっかけとなった。また、最近同管理所の人権侵害を描いたミュージカル「耀徳ストーリー(en)」が製作、上演された。ドキュメンタリー映画(en)も製作されている。
ただ、最近、第15号管理所が解体されたという報道もある。
北朝鮮は公式には強制収容所は存在しないとしているが、アムネスティ・インターナショナルは衛星写真を分析し、耀徳第15号管理所が2001年と比較し規模が急激に拡大している事実を2011年5月に発表した。

## 註
1. ↑  함경남도 요덕군 역사
2. ↑  Realities of N. Korean prison camp brought to stage -- with music Los Angeles Times, February 24 2006
3. ↑  （朝鮮語） 「耀徳政治犯収容所解体移動説」 、朝鮮日報 2004年12月22日
4. ↑  北朝鮮 強制収容所の「おぞましい」実態、国際人権団体 AFPBB, 2011年05月04日